# Lola Pearce
Lola Pearce-Brown (Pearce & Mitchell) es un personaje ficticio de la serie de televisión británica EastEnders, interpretada por la actriz Danielle Harold del 12 de julio de 2011 hasta el 28 de julio de 2015.

## Biografía
Lola es la hija de Dan Pearce, el hijo de Billy Mitchell y de Julie Perkins, el cual Julie dio una semana después de haber nacido. Más tarde después de la muerte de Dan, Lola vivió en hogares del servicio social hasta que se mudó con su abuelo, Billy.
Más tarde después de dar a luz a su hija Lexi Pearce, finalmente Lola revela que el padre era su primo Ben Mitchell.
El 28 de julio de 2015 Lola decide irse de Walford y mudarse a Newclaste para darle una mejor vida a Lexi.